# Memecylon caeruleum
Memecylon caeruleum är en tvåhjärtbladig växtart som beskrevs av William Jack. Memecylon caeruleum ingår i släktet Memecylon och familjen Melastomataceae. Utöver nominatformen finns också underarten M. c. pulchrum.